# Joachim Starbatty
Joachim Starbatty, né le 9 mai 1940 à Düsseldorf, est un homme politique allemand, ancien membre du parti Alternative pour l'Allemagne (AfD).

## Biographie
Il est élu député européen aux élections européennes de 2014 en Allemagne. 
Il se réclame de la pensée de Ludwig Erhard et de l’ordolibéralisme, idéologie fondée sur la libre concurrence.
En 2012, il signe l'Appel de Dusseldorf de Roland Hureaux avec les économistes français Alain Cotta et Jean-Jacques Rosa et le juriste allemand Karl Albrecht Schachtschneider qui prône une sortie de l'euro pour l'Allemagne et la France,,.
En juillet 2015, il décide de quitter l'AfD à la suite de l'élection de Frauke Petry à la tête du parti.